# Eupithecia alliaria
Eupithecia alliaria är en fjärilsart som beskrevs av Otto Staudinger 1870. Eupithecia alliaria ingår i släktet Eupithecia och familjen mätare. Inga underarter finns listade i Catalogue of Life.